# نماهنگ

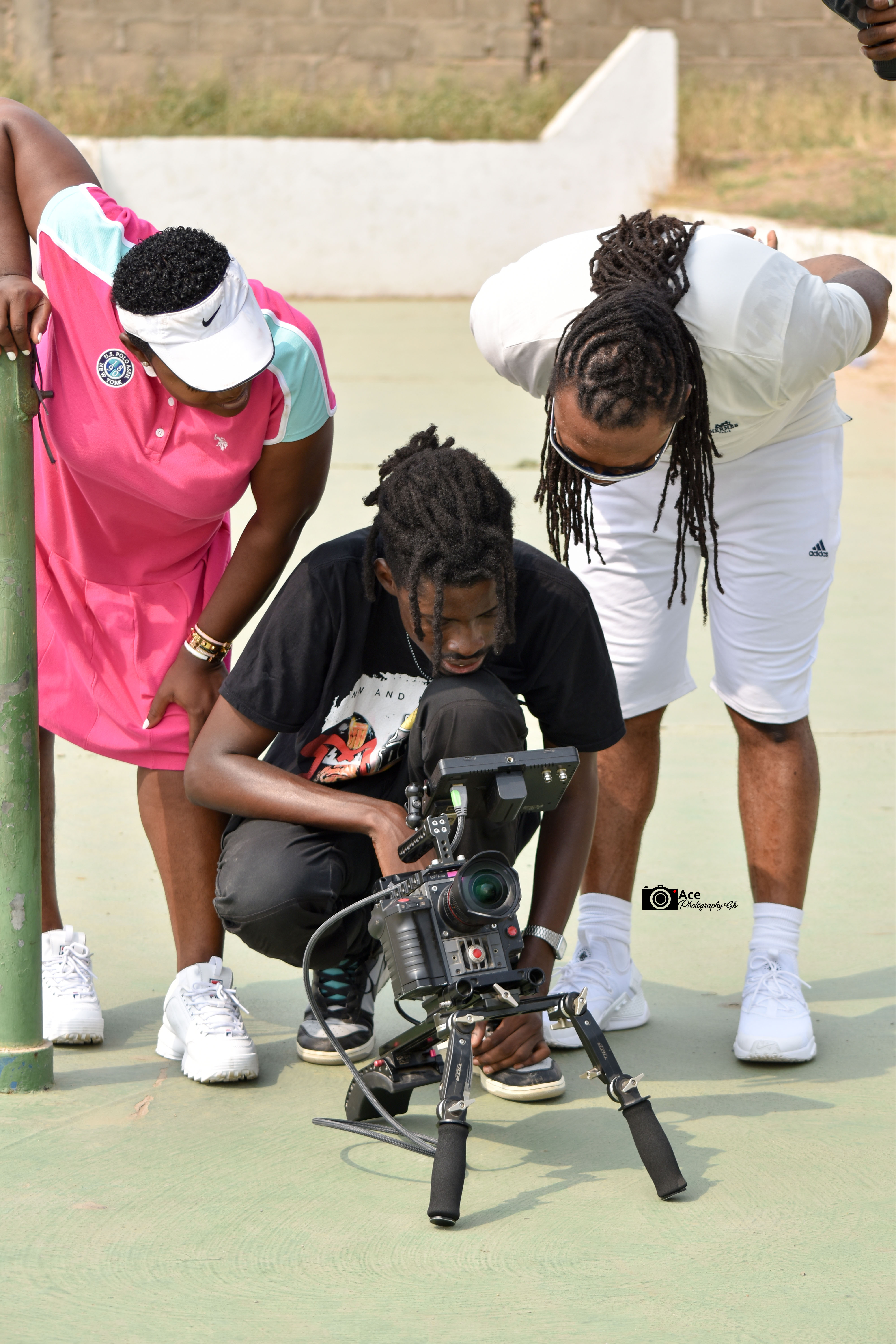
موزیک ویدئو

نماهنگ(به انگلیسی: Music Video)   یک فیلم کوتاه است که آهنگ را با تصویر تلفیق می‌کند و برای اهدافی از جمله: تبلیغاتی، هنری و جذب مخاطب تولید و منتشر می‌شود.
یکی از شناخته‌شده‌ترین نماهنگ تاریخ، نماهنگ «تریلر» از مایکل جکسون است که در ۱۹۸۳ منتشر شد.